# Шараповский сельский округ (Чеховский район)
Шараповский сельский округ — упразднённая административно-территориальная единица, существовавшая на территории Чеховского района Московской области в 1994—2004 годах.
Шараповский сельсовет был образован в первые годы советской власти. По данным 1921 года он входил в состав Стремиловской волости Серпуховского уезда Московской губернии.
В 1924 году к Шараповскому с/с был присоединён Дуловский с/с, но уже 4 ноября 1925 года он был выделен обратно.
В 1926 году Шараповский с/с включал село Шарапово, посёлок Бородино, деревню Солодовка и погост Николо-Боровки.
В 1929 году Шараповский с/с был отнесён к Лопасненскому району Серпуховского округа Московской области.
14 июня 1954 года к Шараповскому с/с были присоединены Гришенский, Тюфанский и Хлевинский с/с.
22 июня 1954 года из Шараповского с/с в Кручинский было передано селение Горнево.
15 июля 1954 года Лопасненский район был переименован в Чеховский район.
15 апреля 1959 года из Булычёвского с/с в Шараповский были переданы селения Беляево, Ваулово и Климовка.
3 июня 1959 года Чеховский район был упразднён и Шараповский с/с отошёл к Серпуховскому району.
1 февраля 1963 года Серпуховский район был упразднён и Шараповский с/с вошёл в Ленинский сельский район. 11 января 1965 года Шараповский с/с был возвращён в восстановленный Чеховский район.
23 июня 1988 года в Шараповском с/с была упразднена деревня Масново-Гуляево.
3 февраля 1994 года Шараповский с/с был преобразован в Шараповский сельский округ.
2 июля 2004 года Шараповский с/о был упразднён, а его территория передана в Стремиловский сельский округ.